# Luoghi di sepoltura dei Gonzaga
Questa pagina elenca i luoghi di sepoltura dei Gonzaga conosciuti e documentati.
La famiglia Gonzaga fece uso di diversi luoghi sacri per le proprie sepolture. Il ramo principale di Mantova utilizzò come pantheon queste chiese della città:
- Cattedrale di San Pietro, scelta principale come sede vescovile, nella quale vennero sepolti i primi Gonzaga, ad iniziare dal capostipite Ludovico I, e di molti se ne sono perse le tracce;
- Chiesa di San Francesco (Cappella Gonzaga), scelta come tempio del maggior ordine religioso della città, nella quale vennero sepolti molti esponenti in abito monacale;[1]
- Basilica di Santa Barbara, scelta come chiesa palatina all'interno di Palazzo Ducale;
- Basilica di Sant'Andrea, scelta come sede della reliquia del Preziosissimo Sangue di Cristo;
- Chiesa di Santa Paola.

Molte di queste sepolture furono profanate nel corso dei secoli e le tombe di almeno cinque duchi, di cui non si conosceva l'esistenza, sono venute alla luce solo di recente (2007). Molti sepolcri restano ancora avvolti nel mistero, come il ritrovamento nel 1965 della tomba di Isabella d'Este nella chiesa di Santa Paola, i cui resti scomparvero dal sarcofago.

## Sepolcri dei Gonzaga di Mantova (linea principale)

### Gonzaga
Cattedrale di San Pietro (Mantova)

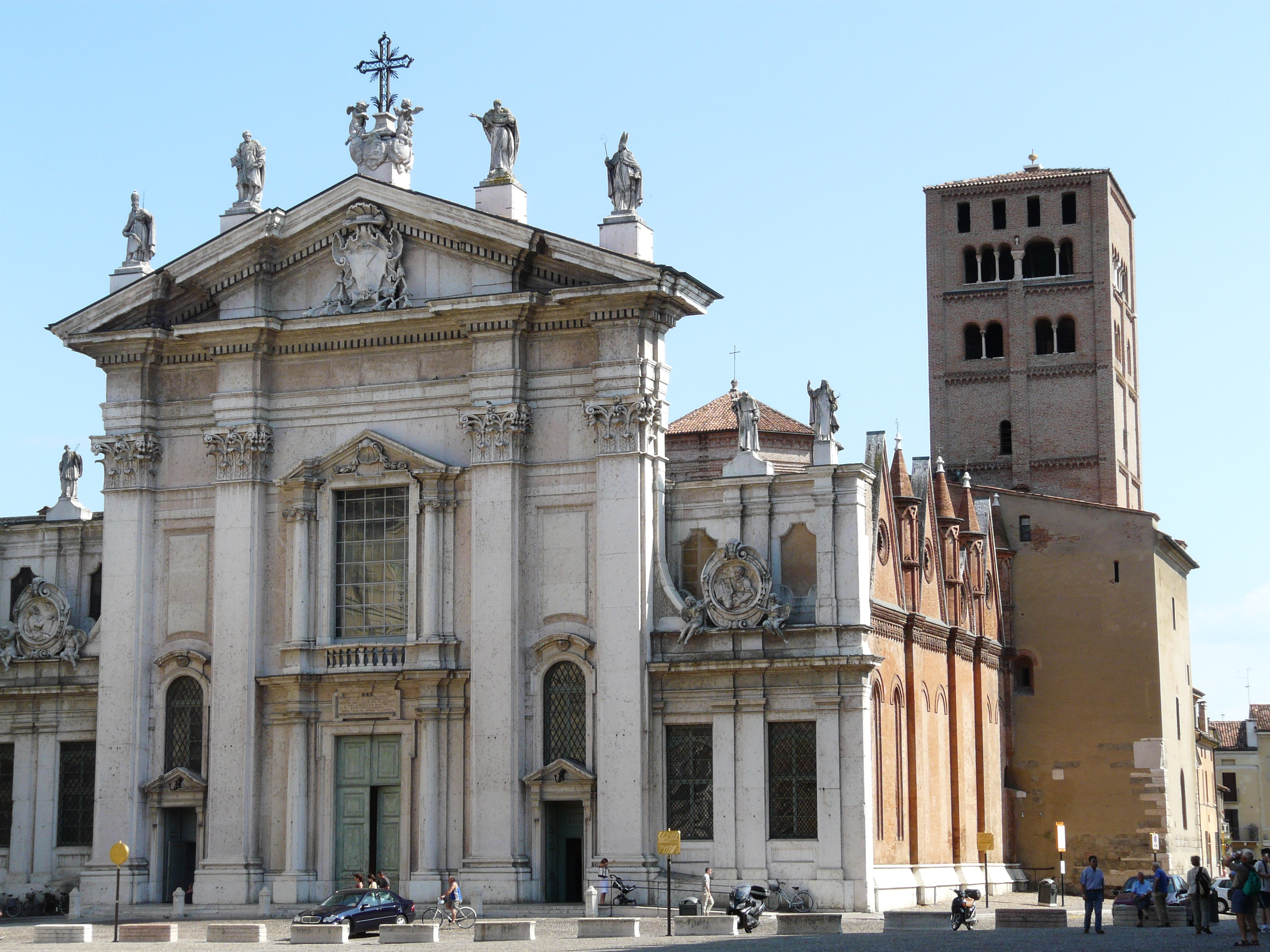
Duomo di Mantova

- Verde della Scala (†1340), prima moglie di Ugolino Gonzaga[6]
- Emilia della Gherardesca (†1349), seconda moglie di Ugolino Gonzaga[6]
- Filippino Gonzaga (†1356), figlio di Ludovico I Gonzaga[7]
- Ludovico I Gonzaga (†1360), fondatore della dinastia gonzaghesca[6]
- Ugolino Gonzaga (†1362), co-signore di Mantova[8]
- Azzone Gonzaga (†1412), figlio di Ludovico I Gonzaga[7]
- Ludovico III Gonzaga (†1478), secondo marchese di Mantova[9]
- Barbara di Brandeburgo (†1481), moglie di Ludovico III Gonzaga[10]
- Ludovico Gonzaga (†1511), vescovo di Mantova[11]
- Sigismondo Gonzaga (†1525), cardinale[12]
- Ercole Gonzaga (†1563), cardinale[13]
- Federico Gonzaga (†1565), cardinale[14]
- Eleonora d'Austria (†1594), moglie di Guglielmo Gonzaga, terzo duca di Mantova[15]
- Francesco Gonzaga (†1620), vescovo di Mantova

Chiesa di San Francesco (Mantova) - Cappella Gonzaga

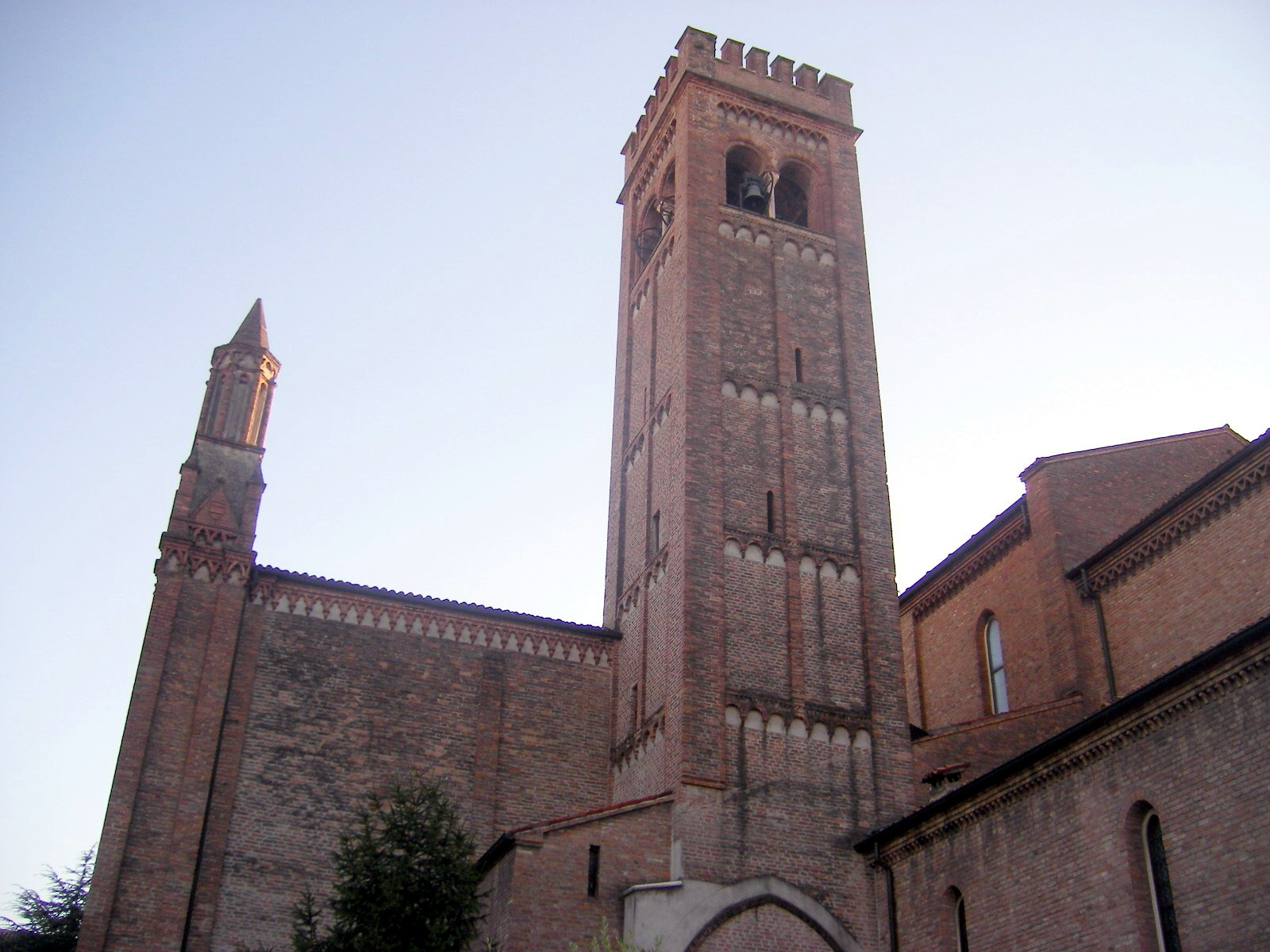
Chiesa di San Francesco (Mantova)

- Guido Gonzaga (†1369), signore di Mantova[16]
- Alda d'Este (†1381), moglie di Ludovico II Gonzaga[17]
- Ludovico II Gonzaga (†1382), signore di Mantova[18]
- Margherita Malatesta (†1399), seconda moglie di Francesco I Gonzaga
- Francesco I Gonzaga (†1407), signore di Mantova[19]
- Gianfrancesco Gonzaga (†1444), primo marchese di Mantova[20]
- Francesco Gonzaga (†1483), cardinale[21]
- Federico I Gonzaga (†1484), terzo marchese di Mantova[22]
- Rodolfo Gonzaga (†1495)[23], figlio di Ludovico III Gonzaga
- Gianfrancesco Gonzaga (†1496), signore di Bozzolo[24]

Chiesa di Santa Paola (Mantova)

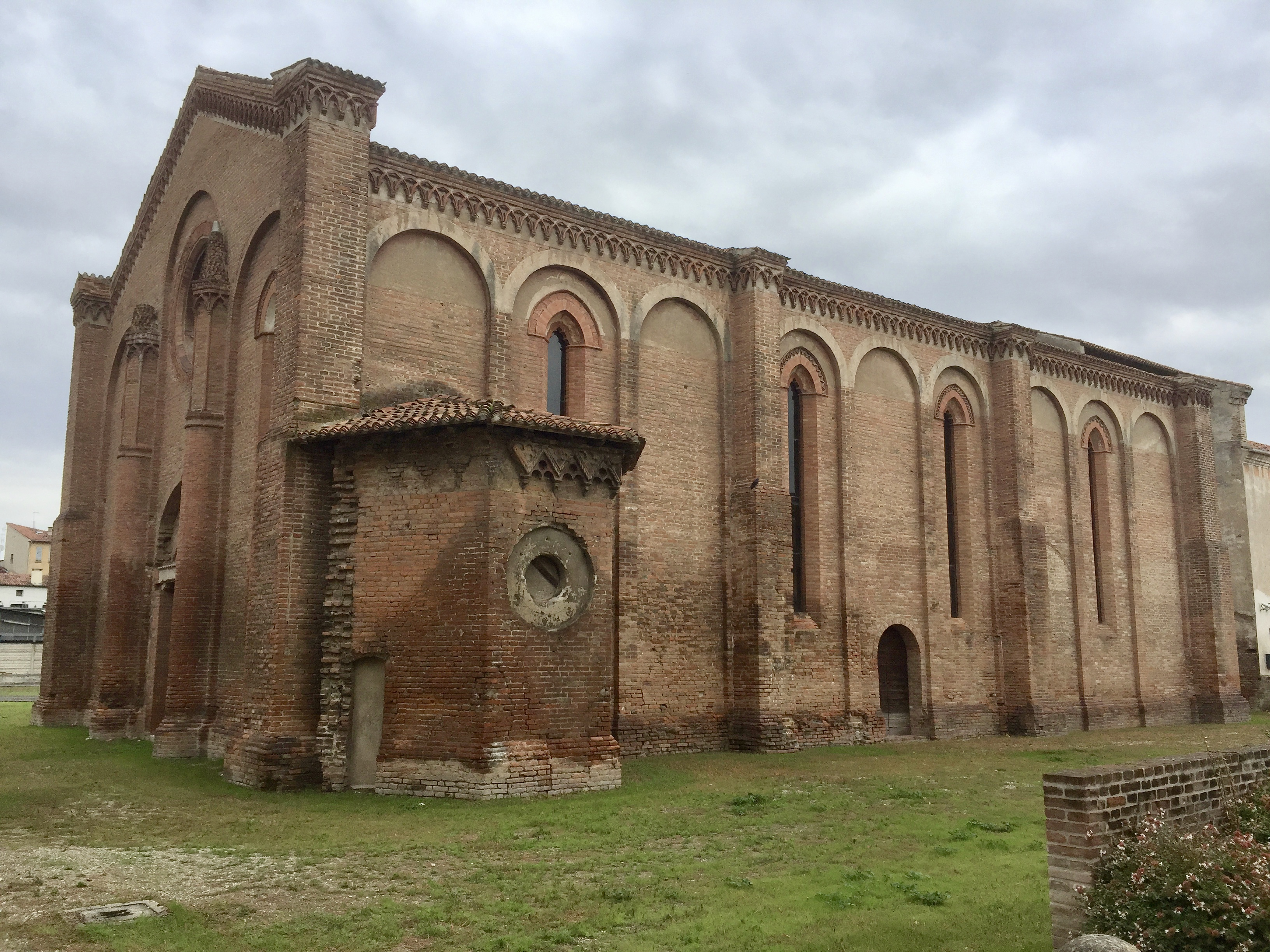
Chiesa di Santa Paola

- Paola Malatesta (†1449), moglie di Gianfrancesco Gonzaga[25]
- Francesco II Gonzaga (†1519), quarto marchese di Mantova[26]
- Margherita Gonzaga (†1537), figlia naturale di Francesco II Gonzaga[27]
- Isabella d'Este (†1539)[28], moglie di Francesco II Gonzaga, ma i suoi resti sono scomparsi dal sarcofago[29][30][31]
- Federico II Gonzaga (†1540), primo duca di Mantova, traslato da Guglielmo Gonzaga nella Basilica palatina di Santa Barbara[32]
- Margherita Paleologa (†1566), moglie di Federico II di Mantova[33]
- Livia Gonzaga (†1569), monaca, figlia di Francesco II Gonzaga[34]

Basilica di Santa Barbara (Mantova)

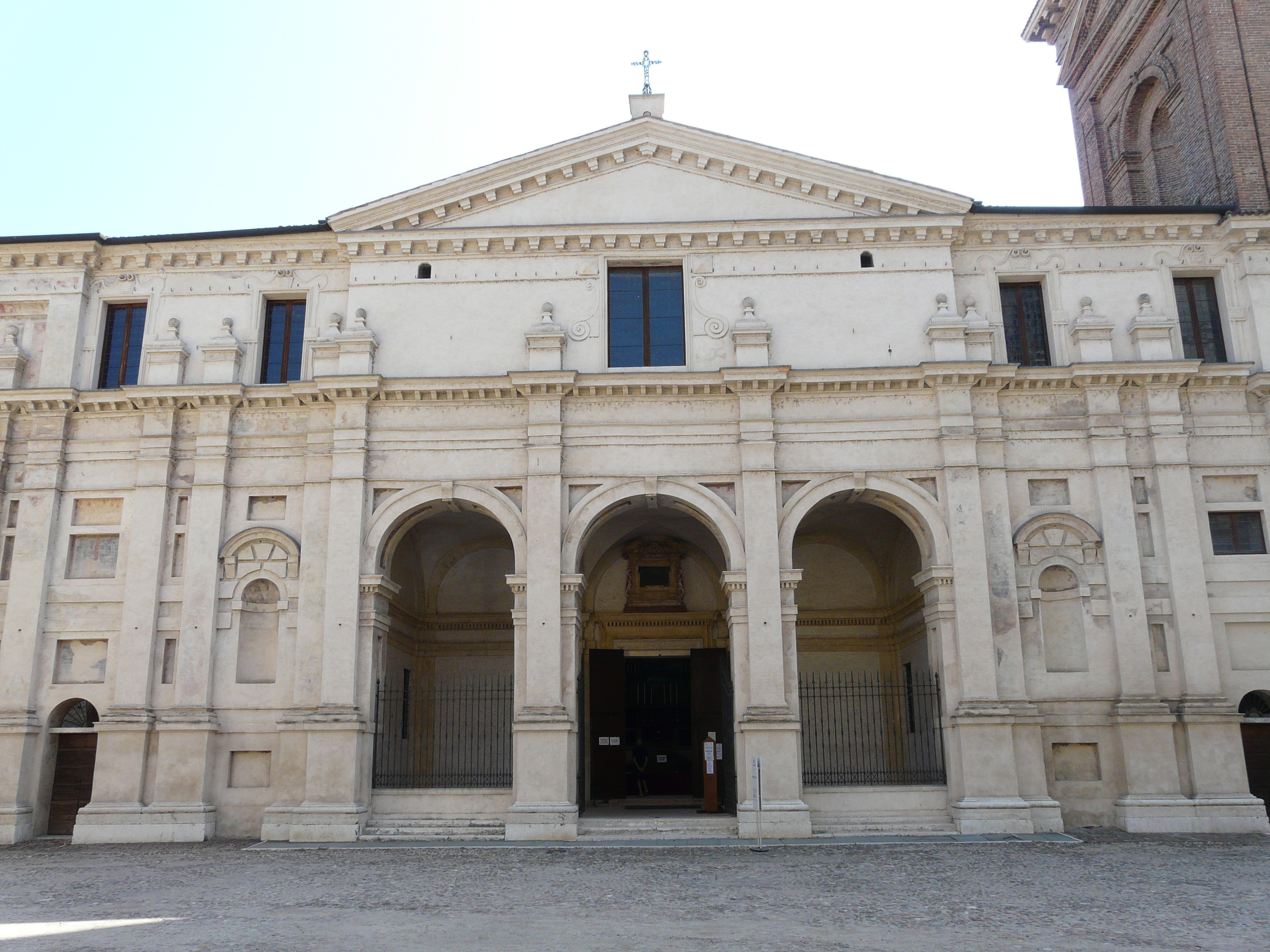
Mantova, Basilica palatina di Santa Barbara

- Francesco III Gonzaga (†1550), secondo duca di Mantova[35]
- Guglielmo Gonzaga (†1587), terzo duca di Mantova[36][37]
- Guglielmo Domenico Gonzaga (†1592), figlio di Vincenzo I Gonzaga[38]
- Luigi Gonzaga (†1605), figlio naturale di Francesco IV Gonzaga[39]

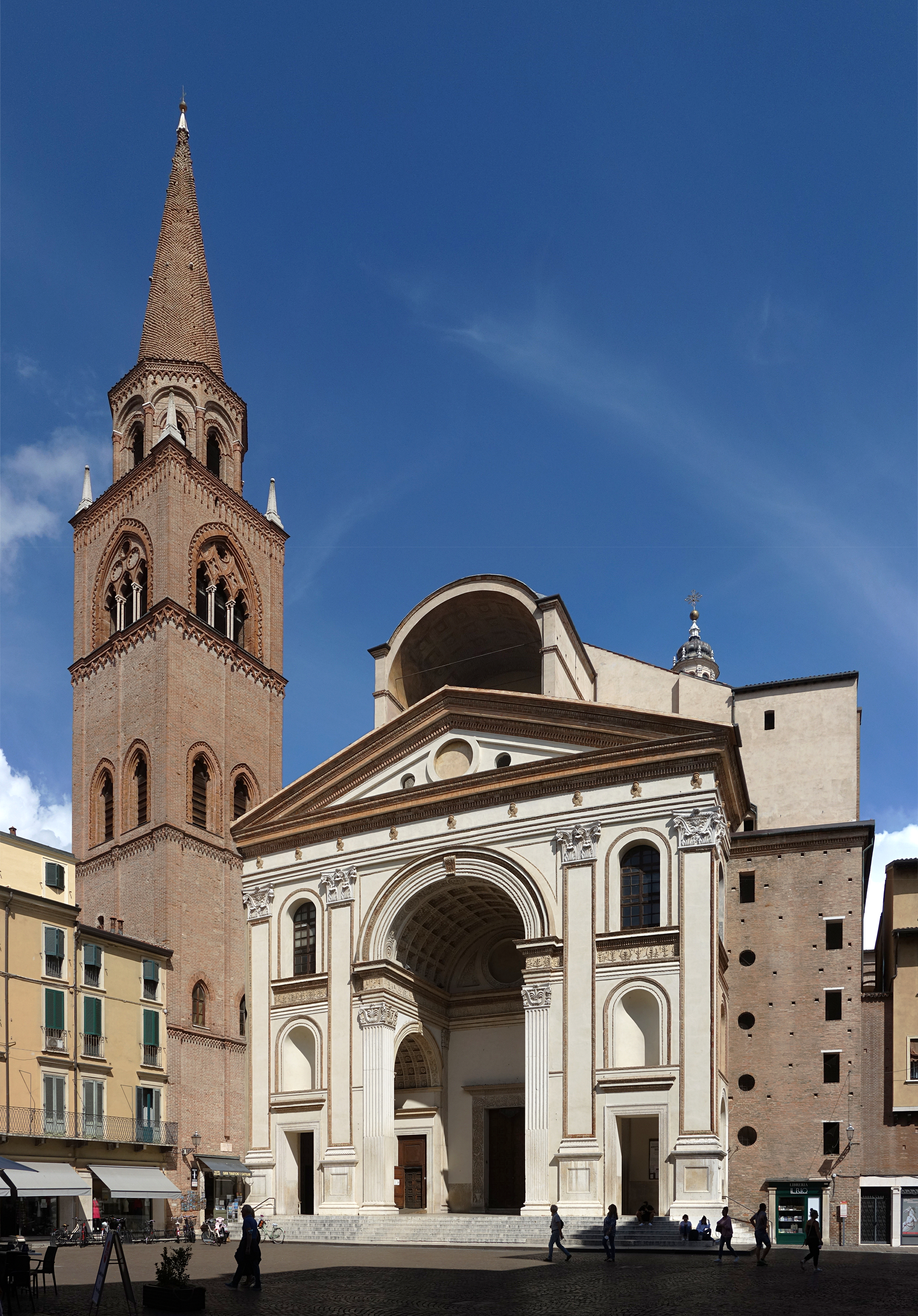
Basilica di Sant'Andrea (Mantova)
- Eleonora de' Medici (†1611), moglie di Vincenzo I Gonzaga[40]
- Vincenzo I Gonzaga (†1612), quarto duca di Mantova[41]
- Eleonora Gonzaga (†1612), figlia di Francesco IV Gonzaga[39]
- Ludovico Gonzaga (†1612), figlio di Francesco IV Gonzaga[39]
- Ferdinando Gonzaga (†1626), sesto duca di Mantova[42]

Chiesa di San Maurizio (Mantova)
- Vincenzo II Gonzaga (†1627), settimo duca di Mantova[35]

Chiesa di Sant'Orsola (Mantova)
- Margherita Gonzaga (†1439), figlia di Gianfrancesco Gonzaga e moglie di Leonello d'Este[43]

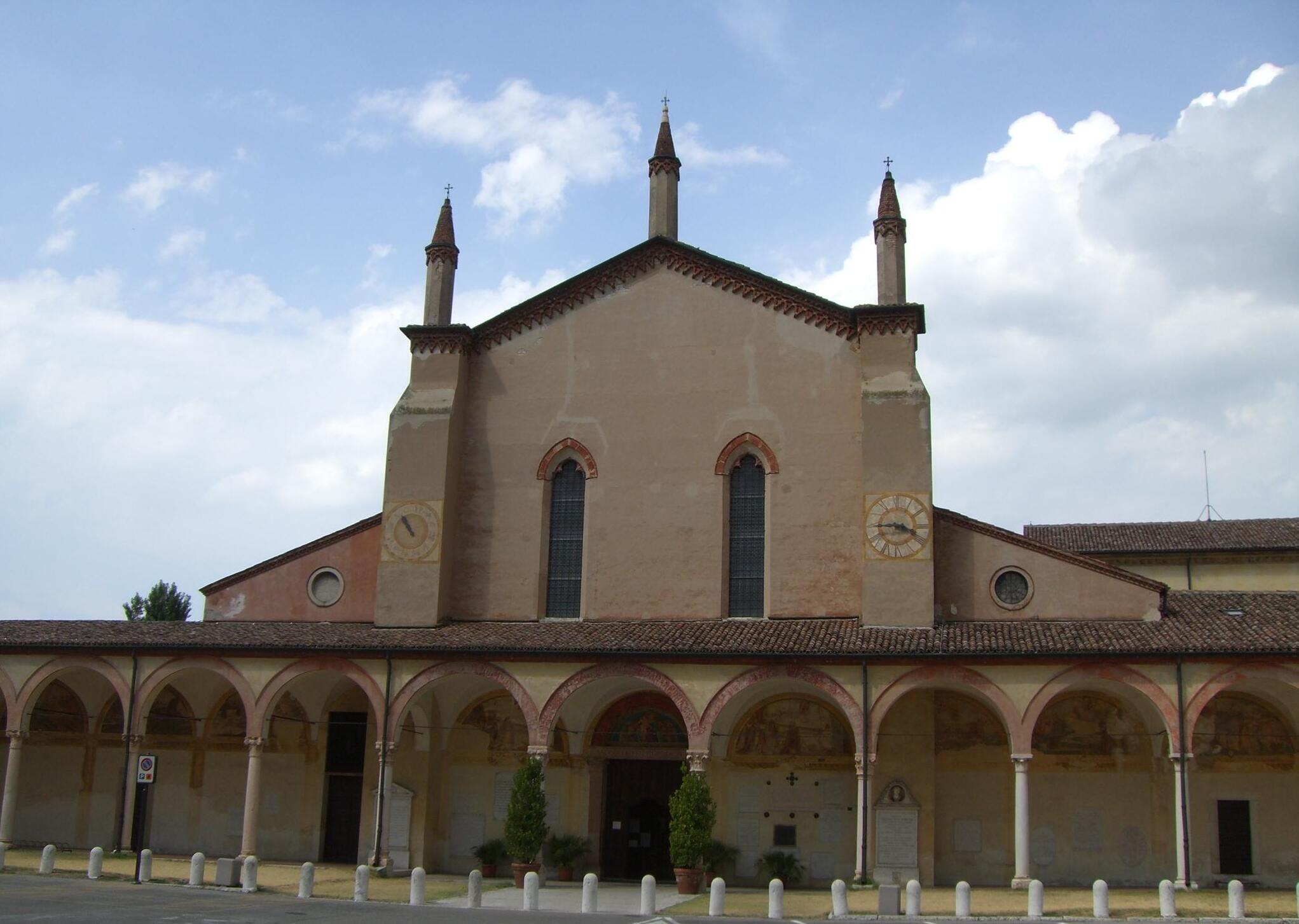
Santuario della Beata Vergine delle Grazie (Curtatone)
- Carlo Gonzaga (†1456), figlio di Gianfrancesco Gonzaga[43]
- Maria Gonzaga (†1660), figlia di Francesco IV Gonzaga.[44]

Chiesa di San Bernardino (Urbino)
- Elisabetta Gonzaga (†1526), figlia di Federico I Gonzaga e duchessa di Urbino[45]

Ex monastero di Santa Chiara (Urbino)
- Eleonora Gonzaga (†1550), figlia di Francesco II Gonzaga

Chiesa dei Servi di Maria (Innsbruck)
- Anna Caterina Gonzaga (†1621), figlia di Guglielmo Gonzaga e contessa del Tirolo[46]

Chiesa del convento domenicano di Kirchheim unter Teck (Germania)
- Barbara Gonzaga (†1665), figlia di Ludovico III Gonzaga[47]

Chiesa del convento di Santa Caterina (Casale Monferrato)
- Isabella Gonzaga (†1579), figlia di Federico II Gonzaga[48]

Chiesa di San Francesco (Ivrea)
- Alberto Gonzaga (1260-1321), vescovo di Ivrea[49]

### Gonzaga-Nevers
Cattedrale di Nevers (Nevers)

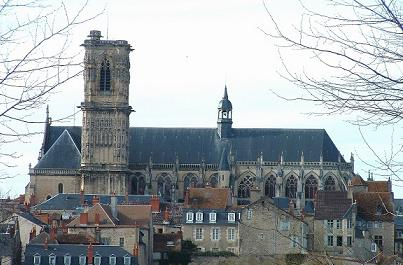
La Cattedrale di Nevers

- Federico Gonzaga-Nevers (†1574), figlio di Ludovico Gonzaga-Nevers[44]
- Francesco Gonzaga-Nevers (†1580), figlio di Ludovico Gonzaga-Nevers[44]
- Ludovico Gonzaga-Nevers (†1595), duca di Nevers e di Rethel[44]

Santuario della Beata Vergine delle Grazie (Curtatone)
- Carlo di Gonzaga-Nevers (†1631), figlio di Carlo I di Gonzaga-Nevers[44]
- Carlo II di Gonzaga-Nevers (†1665), nono duca di Mantova[50]

Basilica Palatina di Santa Barbara (Mantova)
- Carlo I di Gonzaga-Nevers (†1637), ottavo duca di Mantova[51]
- Ferdinando Carlo di Gonzaga-Nevers (†1708), decimo e ultimo duca di Mantova[52]

Chiesa delle Quarant'ore (Mantova)
- Giovanni Gonzaga (†1743), figlio naturale di Ferdinando Carlo di Gonzaga-Nevers[44]

Cattedrale del Wawel (Cracovia)
- Maria Luisa di Gonzaga-Nevers (†1667), figlia di Carlo I di Gonzaga Nevers e regina di Polonia[44]

Convento di Sant'Orsola (Mantova)
- Isabella Clara d'Austria (†1685), moglie di Carlo II di Gonzaga Nevers[44]

Chiesa dei Cappuccini (Vienna)
- Eleonora Gonzaga-Nevers (†1686), figlia di Carlo di Gonzaga-Nevers e imperatrice del Sacro Romano Impero[44]

Chiesa del convento dei Giacobini (Parigi)
- Susanna Enrichetta di Lorena (†1710), seconda moglie di Ferdinando Carlo di Gonzaga-Nevers[44][53]

Hôpital d'instruction des armées du Val-de-Grâce (Parigi)
- Benedetta di Mantova (†1637), figlia di Carlo I di Gonzaga-Nevers[54]

## Sepolcri dei Gonzaga dei principati minori

### Gonzaga di Palazzolo

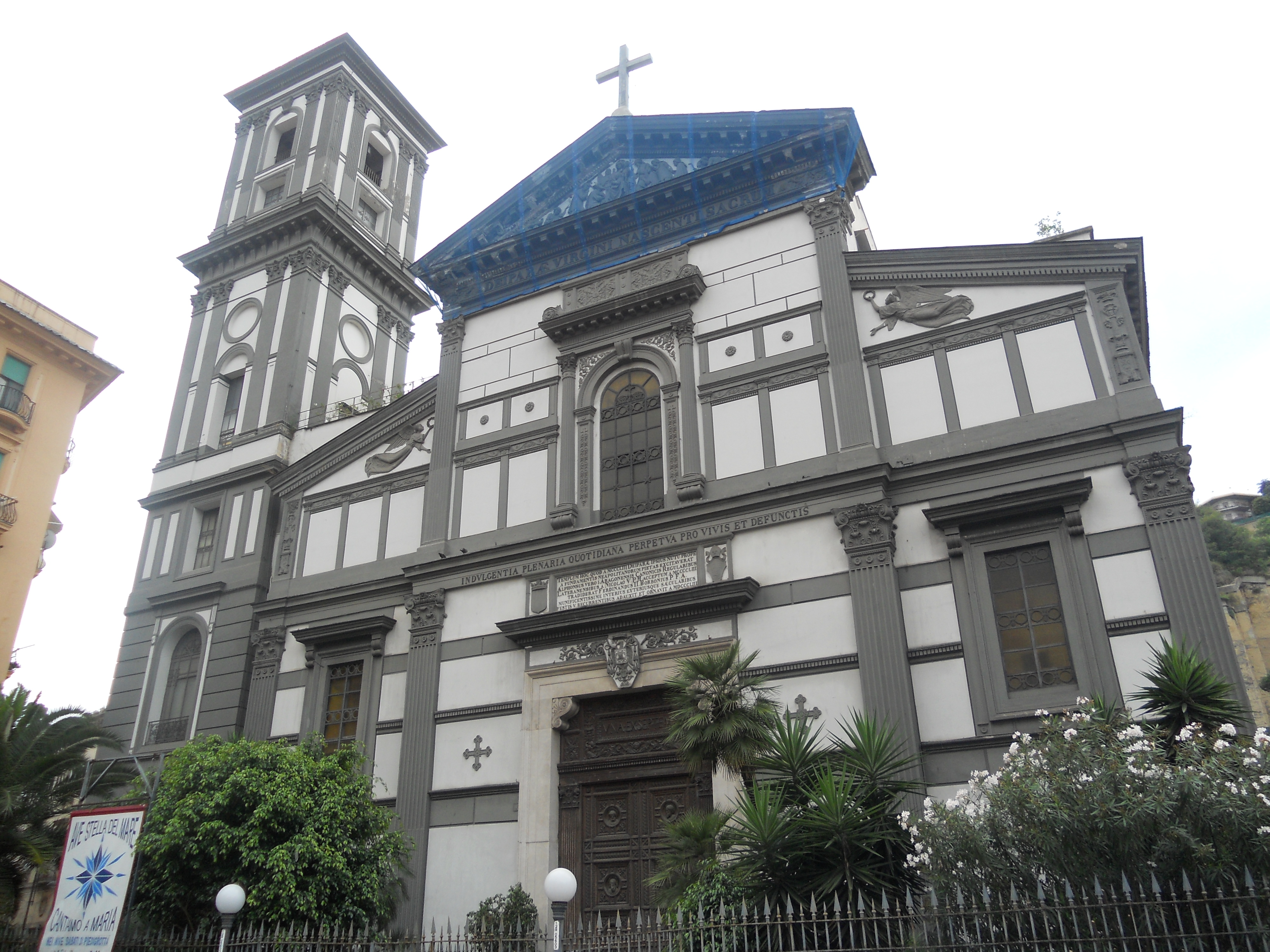
Chiesa di Santa Maria di Piedigrotta a Napoli

- Ludovico Gonzaga (†1503), figlio di Antonio Gonzaga. Sepolto nel Santuario della Beata Vergine delle Grazie a Curtatone[55]
- Gianpietro Gonzaga (†1511), figlio di Antonio Gonzaga (†1496). Sepolto nella chiesa di San Francesco a Mantova[55]
- Luigia Gonzaga (†1542), madre di Baldassarre Castiglione. Sepolta nella scomparsa chiesa di Sant'Agnese a Mantova[55][56]
- Claudio Gonzaga (†1586), figlio di Luigi Gonzaga (†1549). Sepolto nella chiesa di Santa Maria di Piedigrotta a Napoli[57]
- Curzio Gonzaga (†1599), primo marchese di Palazzolo. Sepolto nella Chiesa dell'Annunciazione a Borgoforte[57]
- Luigi Gonzaga (†1626), terzo marchese di Palazzolo. Sepolto nella Chiesa di San Maurizio a Mantova[57]
- Claudio II Gonzaga (†1708). Sepolto nella Chiesa di San Francesco a Mantova[57]
- Silvio Gaetano Gonzaga (†1740), quinto marchese di Palazzolo. Sepolto nella Chiesa di San Francesco a Mantova[57]

### Gonzaga di Vescovato
- Giovanni Gonzaga (†1525), capostipite dei Gonzaga di Vescovato. Sepolto nella chiesa di San Francesco a Mantova[58]
- Carlo Gonzaga (†1614), marchese di Vescovato. Sepolto nella chiesa di San Francesco a Mantova[59]
- Giordano Gonzaga (†1614), signore di Vescovato. Sepolto nella chiesa di San Francesco a Mantova[59]
- Pirro Maria Gonzaga (†1628), figlio di Guido Sforza Gonzaga. Sepolto nella chiesa di Sant'Agostino a Vienna[59]
- Ottavio Gonzaga (†1672), principe di Vescovato, Sepolto nella chiesa di San Maurizio a Mantova[59]
- Ferdinando Tiburzio Gonzaga (†1672), vescovo di Mantova. Sepolto nel Duomo di Mantova[59]
- Francesco Ferrante Gonzaga (†1697). Sepolto nella chiesa di San Francesco a Mantova[59]
- Gianfrancesco Gonzaga (†1720), figlio di Pirro Maria Gonzaga. Sepolto nella chiesa di San Francesco a Mantova[59]
- Giovanni Gonzaga (†1730), figlio di Pirro Maria Gonzaga. Sepolto nella chiesa di San Francesco a Mantova[59]

### Gonzaga di Guastalla

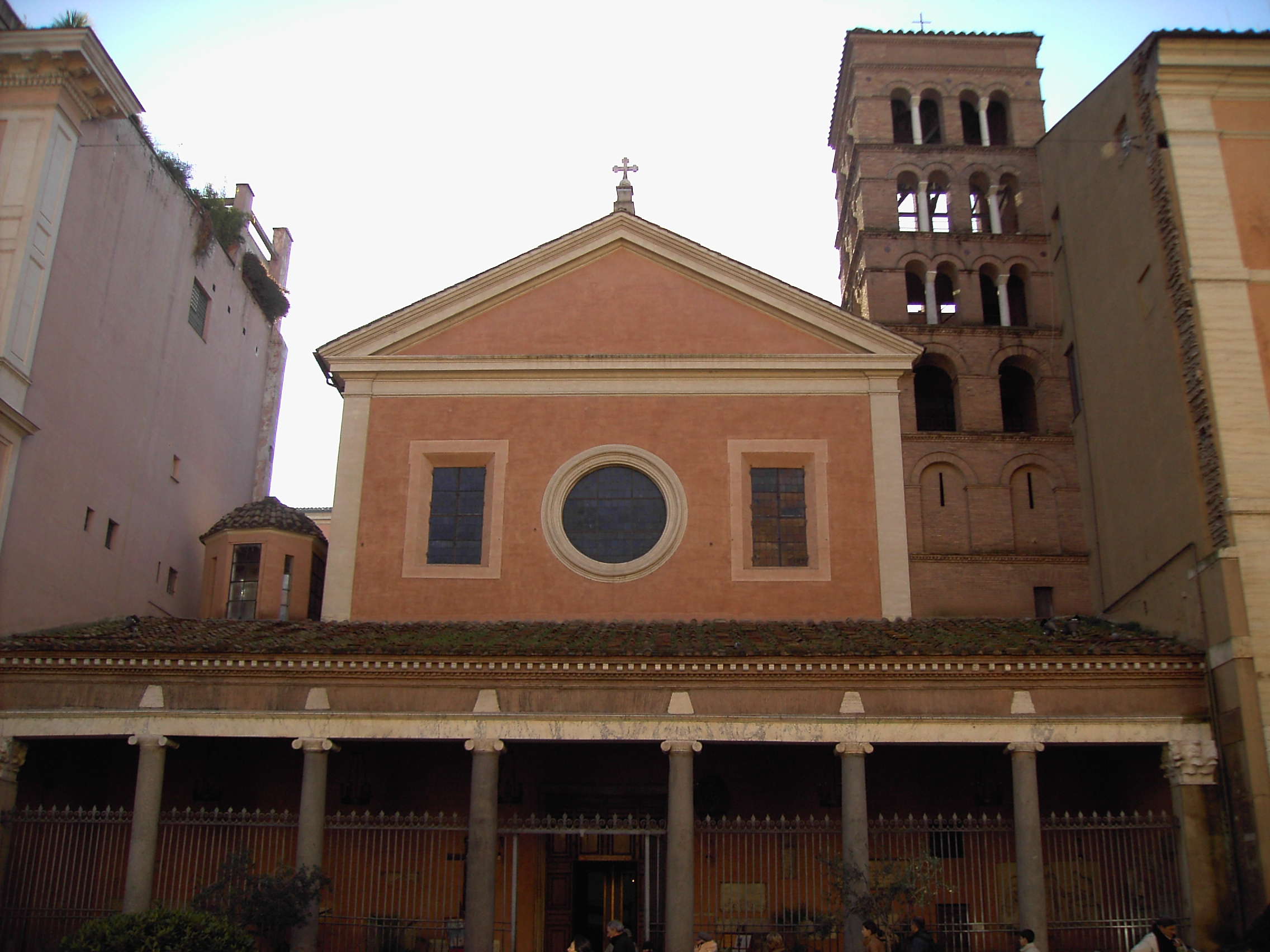
Basilica di San Lorenzo in Lucina a Roma

Basilica di San Lorenzo in Lucina (Roma)
- Francesco Gonzaga (†1566), cardinale, figlio di Ferrante I Gonzaga.[60]
- Gian Vincenzo Gonzaga (†1591), cardinale, figlio di Ferrante I Gonzaga.[61]

Chiesa di San Maurizio (Mantova)
- Margherita d'Este (†1692), moglie di Ferrante III Gonzaga.[44]
- Anna Isabella Gonzaga (†1703), figlia di Ferrante III Gonzaga.[44]

Chiesa della Beata Vergine del Castello (Guastalla, distrutta nel 1861)
- Ferrante III Gonzaga (†1678), conte di Guastalla.[44]
- Vincenzo Gonzaga (†1714), quarto duca di Guastalla.[44]

In altre chiese
- Ferrante I Gonzaga (†1557), conte di Guastalla. Sepolto nella Cattedrale di San Pietro a Mantova[62]
- Ippolita Gonzaga (†1563). Sepolta nella chiesa di San Domenico Maggiore a Napoli[60]
- Ercole Gonzaga (†1603), figlio di Ottavio Gonzaga. Sepolto nel Santuario di Santa Maria delle Grazie a Curtatone[63]
- Zenobia Gonzaga (†1613), figlia di Ferrante II Gonzaga. Sepolta nella chiesa di San Domenico a Castelvetrano[64]
- Margherita Gonzaga (†1618), moglie del duca di Sabbioneta Vespasiano I Gonzaga. Sepolta nella chiesa dei Cappuccini di Guastalla[65]
- Francesco Gonzaga (†1643), figlio di Ferrante II Gonzaga. Sepolto nella chiesa parrocchiale di San Giovanni in Persiceto[63]

### Gonzaga di Sabbioneta e Bozzolo
Oratorio di San Pietro (Gazzuolo)

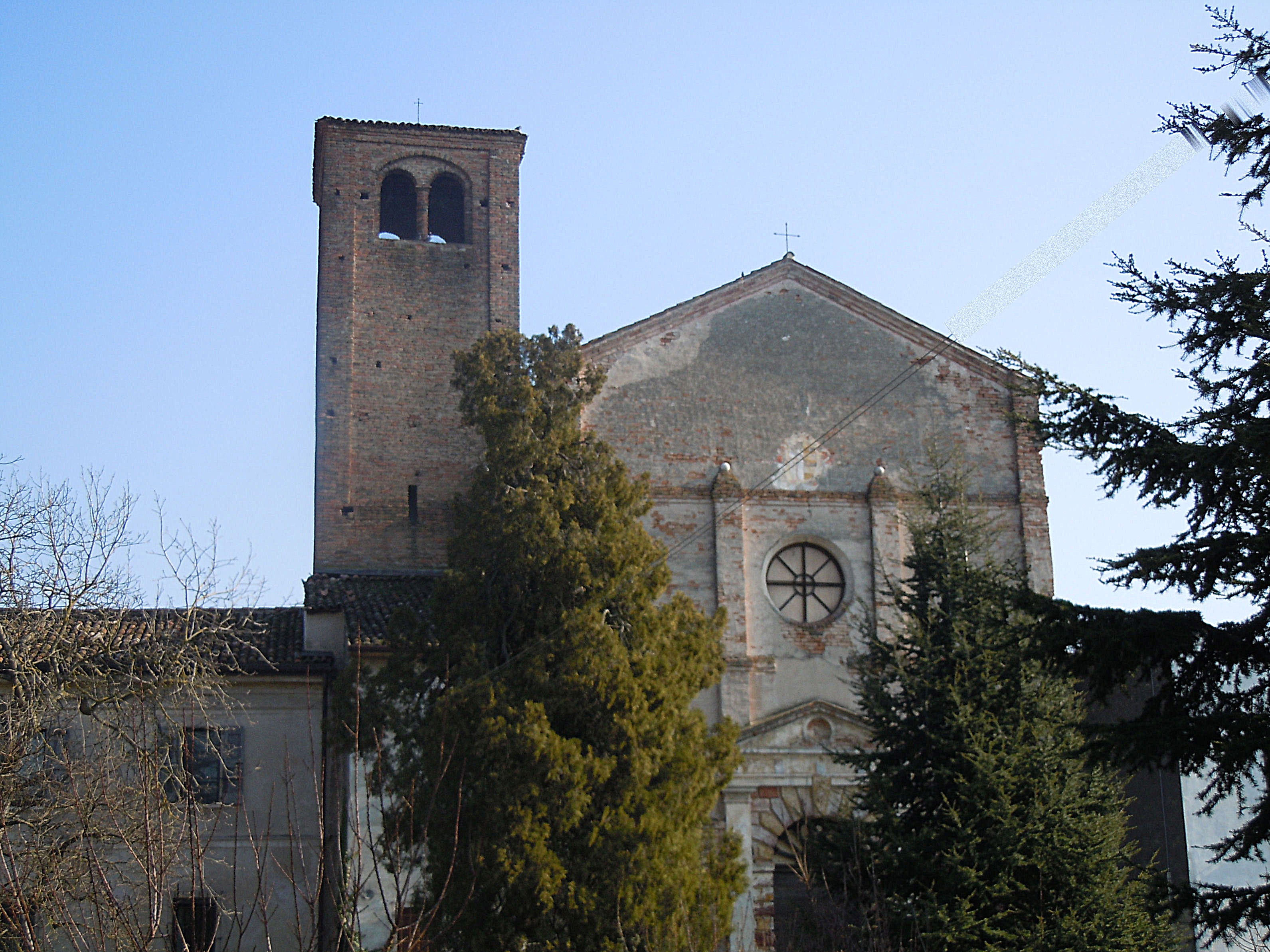
Belforte, Oratorio di San Pietro

- Pirro Gonzaga (†1529), figlio di Gianfrancesco Gonzaga[66]
- Antonia del Balzo (†1538), moglie di Gianfrancesco Gonzaga[66]
- Isabella Gonzaga (†1583), figlia di Pirro Gonzaga[67]

Chiesa dell'Incoronata (Sabbioneta)
- Pirro Gonzaga (†1529), cardinale e figlio di Ludovico Gonzaga. Sepolto presumibilmente nella chiesa dell'Incoronata a Sabbioneta[68][69][70]
- Luigi Gonzaga (†1580), figlio di Vespasiano Gonzaga[71]
- Giulia Gonzaga (†1565), figlia di Vespasiano Gonzaga[72]
- Anna Trastámara d'Aragona (†1567), seconda moglie di Vespasiano Gonzaga[71]
- Vespasiano Gonzaga (†1591), duca di Sabbioneta[73][74]

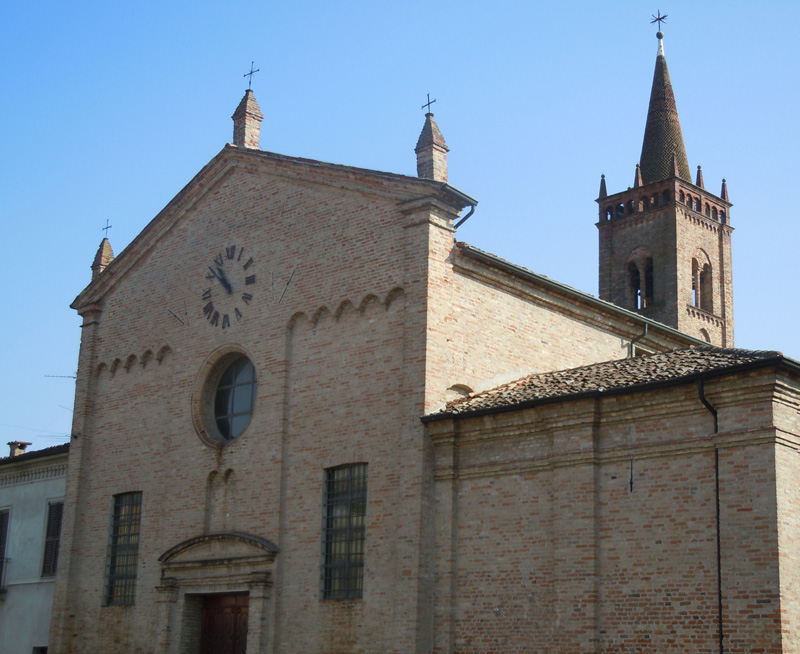
Chiesa dei Santi Fabiano e Sebastiano (San Martino dall'Argine)
- Carlo Gonzaga (†1555), signore di San Martino dall'Argine[75]
- Emilia Cauzzi Gonzaga (†1573), moglie di Carlo Gonzaga e figlia naturale del marchese di Mantova Federico II Gonzaga[75]
- Pirro II Gonzaga (†1592), figlio di Carlo Gonzaga[76]
- Scipione Gonzaga (†1593), cardinale e figlio di Carlo Gonzaga[76]
- Ferrante Gonzaga (†1605), figlio di Carlo Gonzaga[76]
- Ferdinando II Filippo Gonzaga (†1672), Principe di Bozzolo, Duca titolare di Sabbioneta e figlio di Scipione Gonzaga[77]
- Gianfrancesco II Gonzaga (†1703), Principe di Bozzolo, Duca titolare di Sabbioneta e figlio di Scipione Gonzaga[77]

In altre chiese
- Gianfrancesco Gonzaga (†1496), capostipite dei Gonzaga di Sabbioneta e Bozzolo. Sepolto nella chiesa di San Francesco a Mantova[78]
- Luigi Gonzaga "Rodomonte" (†1532), conte di Sabbioneta e figlio di Ludovico Gonzaga. Sepolto a Fondi[73]
- Ludovico Gonzaga (†1540), figlio di Gianfrancesco Gonzaga. Sepolto nella chiesa di San Biagio a Sabbioneta[79]
- Giulia Gonzaga (†1566), figlia di Ludovico Gonzaga. Sepolta nella chiesa di San Francesco delle Monache a Napoli[80]
- Alfonso Gonzaga (†1569), figlio di Carlo Gonzaga. Sepolto nella chiesa del convento degli Agostiniani a Tours[76]
- Giulio Cesare Gonzaga (†1609), Principe di Bozzolo e figlio di Carlo Gonzaga. Sepolto nella chiesa di San Francesco a Bozzolo[79]
- Francesco Gonzaga (†1620), vescovo di Mantova. Sepolto nel Duomo di Mantova[81]
- Annibale Gonzaga (†1668), Principe del Sacro Romano Impero e figlio di Ferrante Gonzaga. Sepolto nella chiesa dei Francescani (Franziskanerkirche) a Vienna[77]

### Gonzaga di Novellara e Bagnolo
Chiesa del Carmine (Novellara)
- Francesco I Gonzaga (†1484), signore di Novellara[83]
- Giampietro Gonzaga (†1515), signore di Novellara[83]
- Annibale Gonzaga (†1537), figlio di Giampietro Gonzaga[83]
- Ricciarda Cybo (†1683), moglie di Alfonso II Gonzaga[83]

Chiesa dei Gesuiti (Novellara)

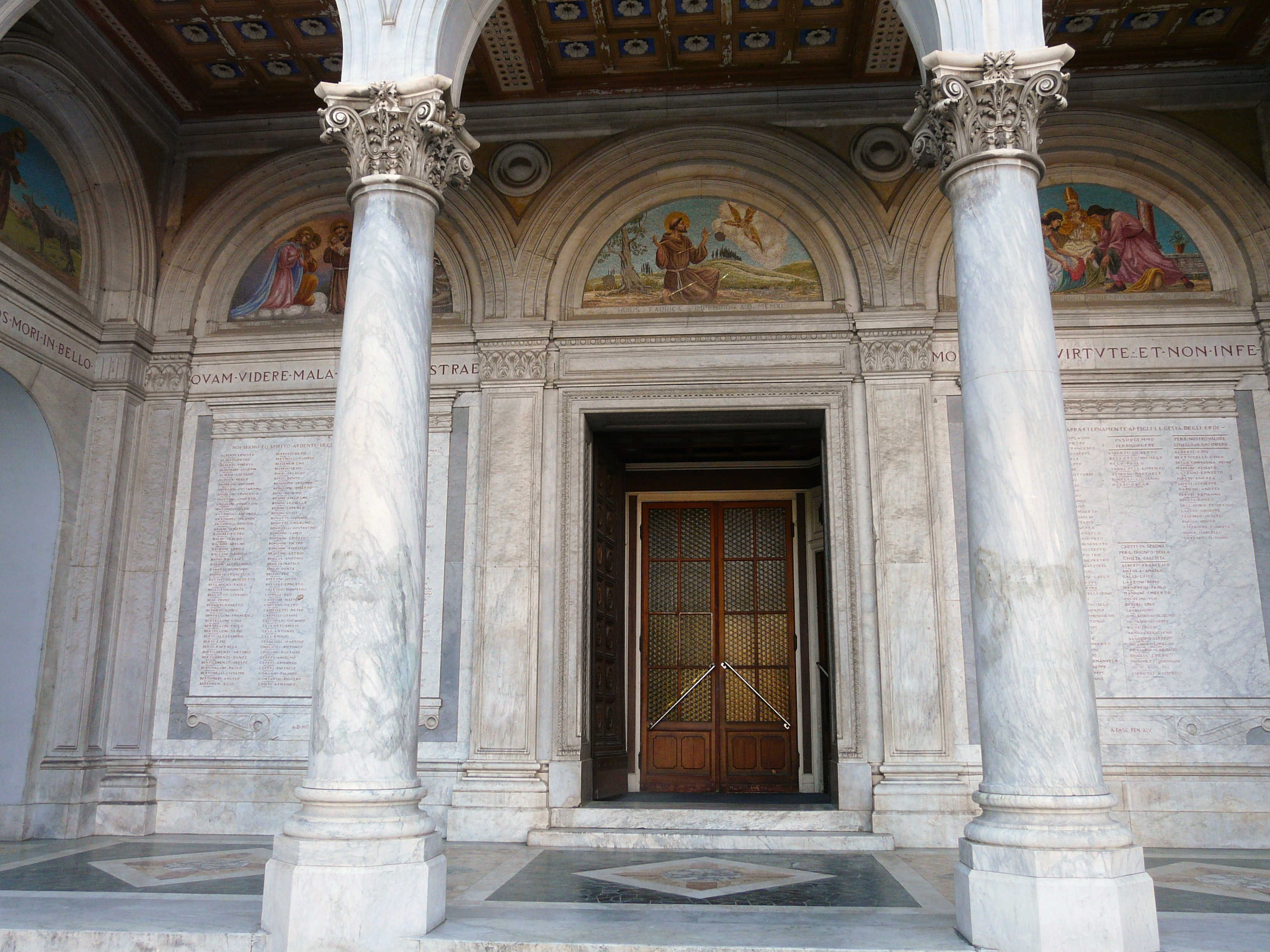
Duomo di Massa

- Barbara Borromeo (†1572), moglie di Camillo I Gonzaga[85]
- Camillo I Gonzaga (†1595), terzo conte di Novellara[85]
- Alessandro III Gonzaga (†1644), sesto conte di Novellara[86]
- Camillo II Gonzaga (†1650), quinto conte di Novellara[86]
- Alfonso II Gonzaga (†1678), sesto conte di Novellara[86]
- Camillo III Gonzaga (†1727), settimo conte di Novellara[86]

Chiesa dei Cappuccini (Novellara)
- Vittoria di Capua (†1627), moglie di Alfonso I Gonzaga[85]
- Alfonso Gonzaga (†1649), arcivescovo di Rodi[86]

Duomo di Massa (Massa)
- Filippo Alfonso Gonzaga (†1728), ultimo conte di Novellara[86]
- Ricciarda Gonzaga (†1728), figlia di Camillo III Gonzaga[87]

In altre chiese

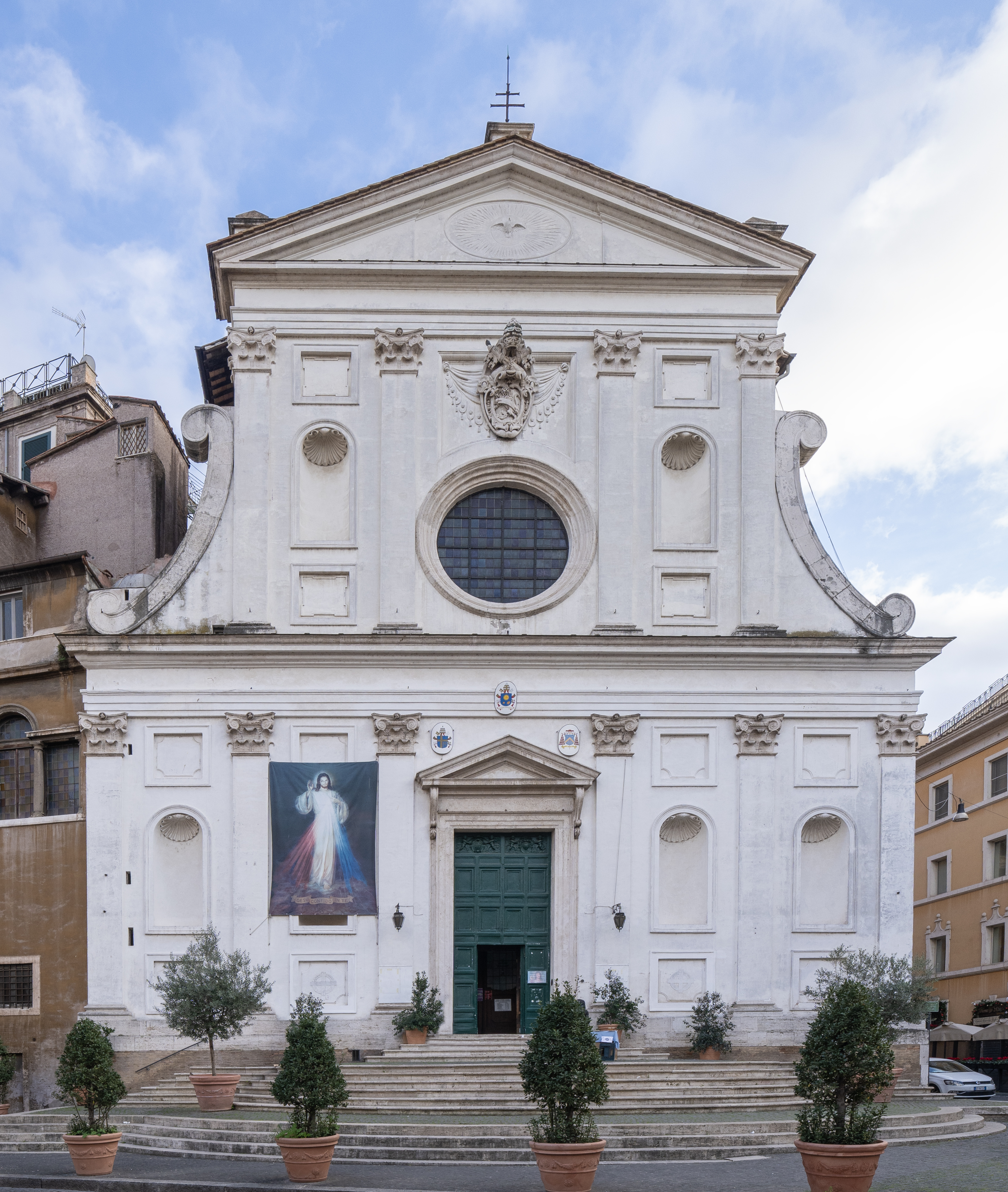
Chiesa di Santo Spirito in Sassia di Roma

- Feltrino Gonzaga (†1374), signore di Novellara e Bagnolo. Sepolto nella Chiesa degli Eremitani di Padova[83]
- Aloisia Gonzaga (†1524), figlia di Francesco I Gonzaga-Novellara. Sepolta nella basilica di San Giovanni in Canale a Piacenza[88]
- Giulio Cesare Gonzaga (†1550), patriarca di Alessandria. Sepolto nella chiesa di Santo Spirito in Sassia a Roma[89]
- Alfonso I Gonzaga (†1589), quinto conte di Novellara. Sepolto nella chiesa di San Francesco da Paola a Bagnolo[85]
- Fabrizio Gonzaga (†1591), figlio di Cesare Gonzaga (†1577). Sepolto nella chiesa di Santa Maria del Carmine a Mantova[55][90]
- Paolo Emilio Gonzaga (†1619), figlio di Cesare Gonzaga (†1577). Sepolto nella ex chiesa dell'Assunzione, appartenuta ai Domenicani, di Susano[55]
- Isabella Gonzaga di Novellara (†1630), duchessa consorte di Mantova. Sepolta nel convento delle Monache agostiniane di Bozzolo.[91]

### Gonzaga di Luzzara
Chiesa dell'Annunciata (Luzzara)

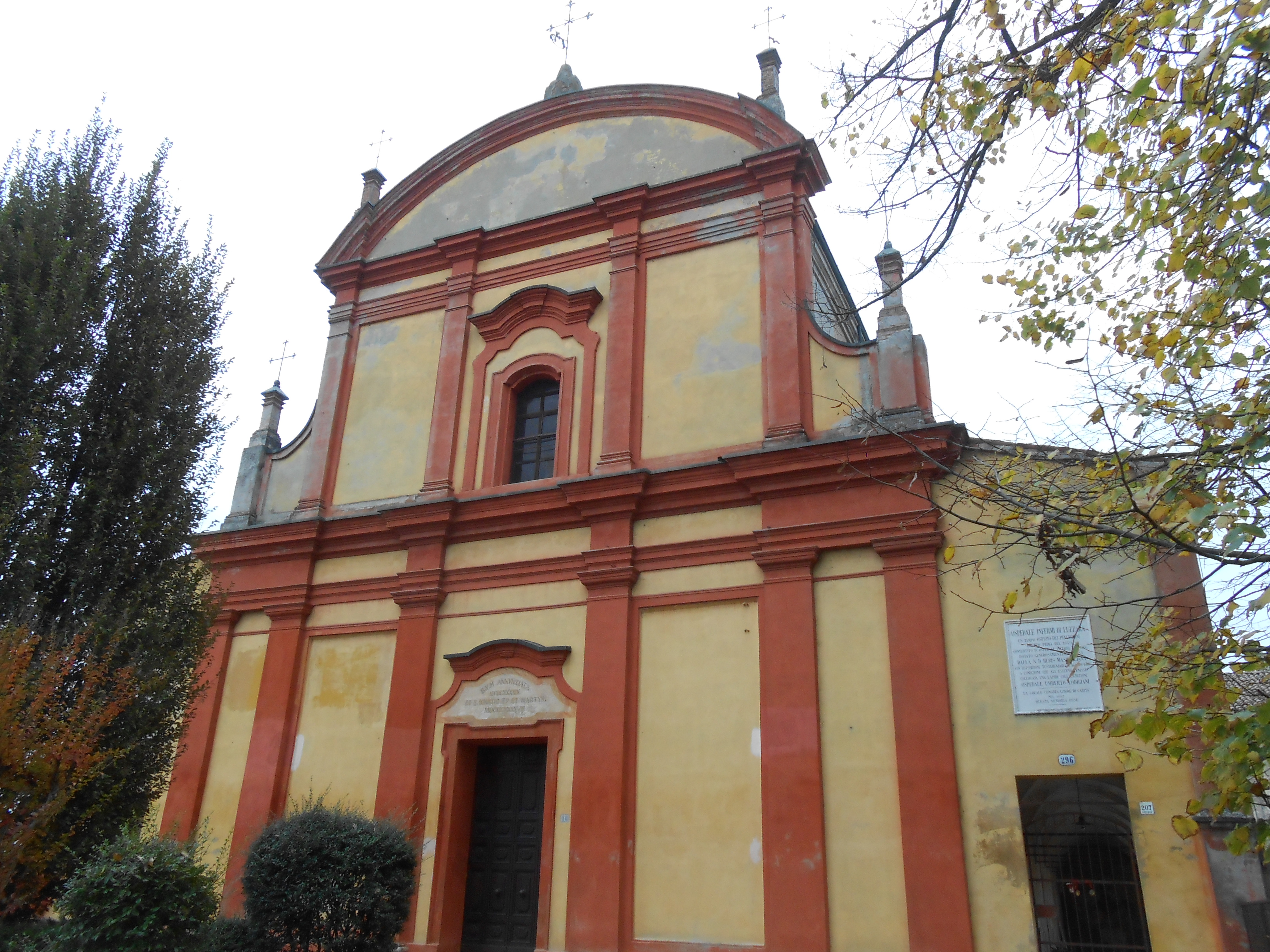
Luzzara, Chiesa ed ex convento degli Agostiniani.

- Luigi Gonzaga (†1570), figlio di Rodolfo Gonzaga, conte di Poviglio[92][93]
- Diana Pecoroni, moglie di Luigi Gonzaga
- Antonia Gonzaga (†1578), figlia di Rodolfo Gonzaga, conte di Poviglio[92]
- Ludovico Gonzaga (vescovo di Alba) (†1630)[94]
- Rodolfo Gonzaga (†1716), figlio di Luigi II Gonzaga
- Luigi II Gonzaga (†1738)
- Giovanni Gonzaga (†1794).

In altre chiese
- Gianfrancesco Gonzaga (†1524), signore di Luzzara. Sepolto nella chiesa di Santa Paola a Mantova[95]
- Massimiliano Gonzaga (†1578), primo marchese di Luzzara. Sepolto nella chiesa di Santa Paola a Mantova[92]
- Marcantonio Gonzaga (†1592), vescovo di Casale Monferrato. Sepolto nella Basilica di Sant'Andrea a Mantova[92]
- Prospero Gonzaga (†1614), secondo marchese di Luzzara. Sepolto nella chiesa di Santa Paola a Mantova[92]

### Gonzaga di Castel Goffredo, Castiglione e Solferino

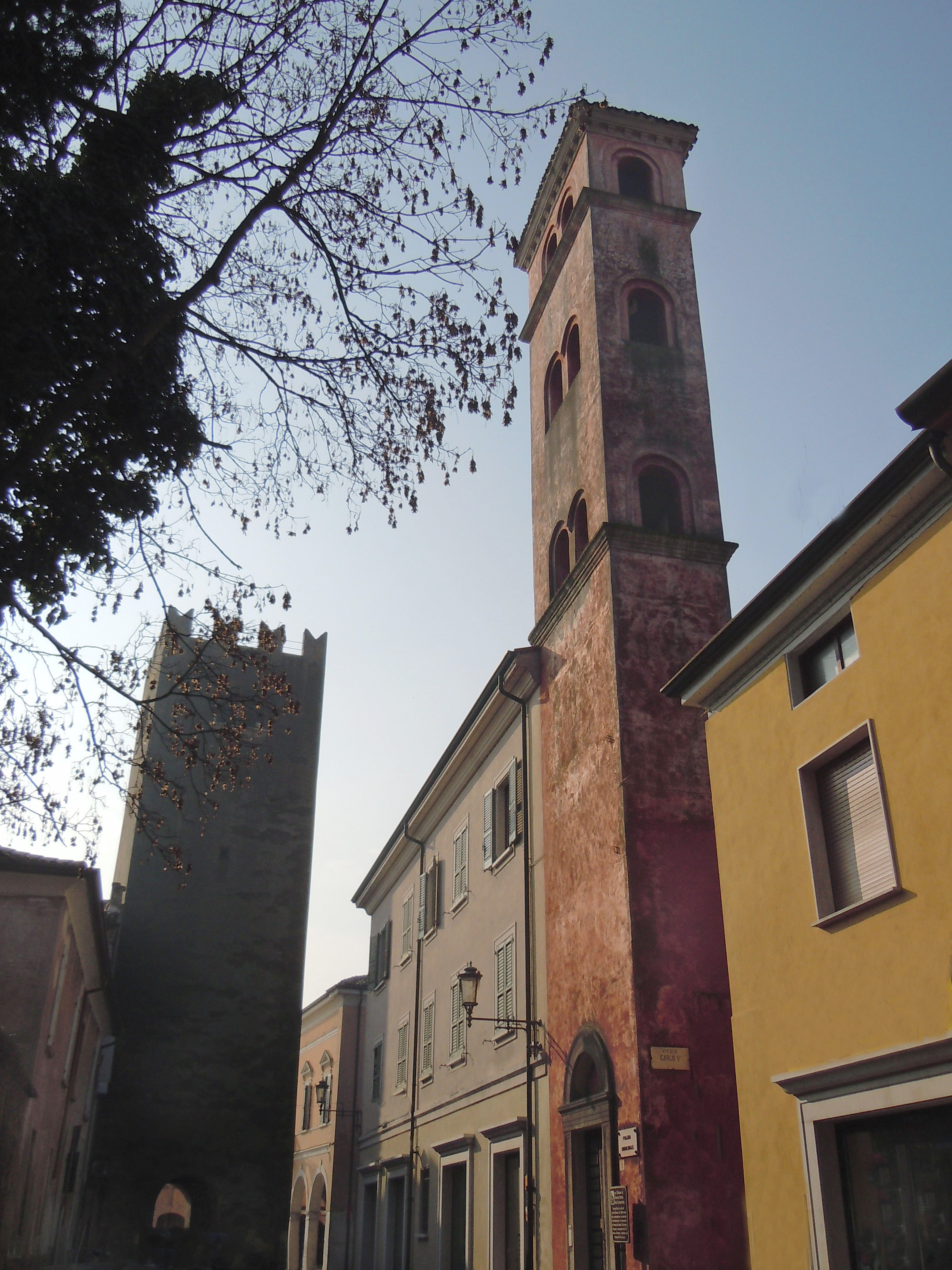
Castel Goffredo, ex Chiesa di Santa Maria del Consorzio, a destra

Chiesa di Santa Maria del Consorzio (Castel Goffredo)
- Aloisio Gonzaga (†1549), capostipite dei rami cadetti dei Gonzaga di Castel Goffredo, Castiglione e Solferino e dei Gonzaga di Castel Goffredo[96]. Nel 1595 fu traslato da Ippolita Maggi nel santuario della Beata Vergine delle Grazie a Curtatone[97]
- Caterina Anguissola (†1550), seconda moglie di Aloisio Gonzaga[98]
- Alfonso Gonzaga (†1592), secondo marchese di Castel Goffredo[99]. Nel 1595 fu traslato da Ippolita Maggi nel santuario della Beata Vergine delle Grazie a Curtatone
- Giulia Gonzaga (1576-?), figlia di Alfonso Gonzaga, morta infante. Nel 1595 fu traslata da Ippolita Maggi nel santuario della Beata Vergine delle Grazie a Curtatone[100]
- Ginevra Gonzaga (1578-?), figlia di Alfonso Gonzaga, morta infante. Nel 1595 fu traslata da Ippolita Maggi nel santuario della Beata Vergine delle Grazie a Curtatone[101]

Basilica di San Luigi (Castiglione)

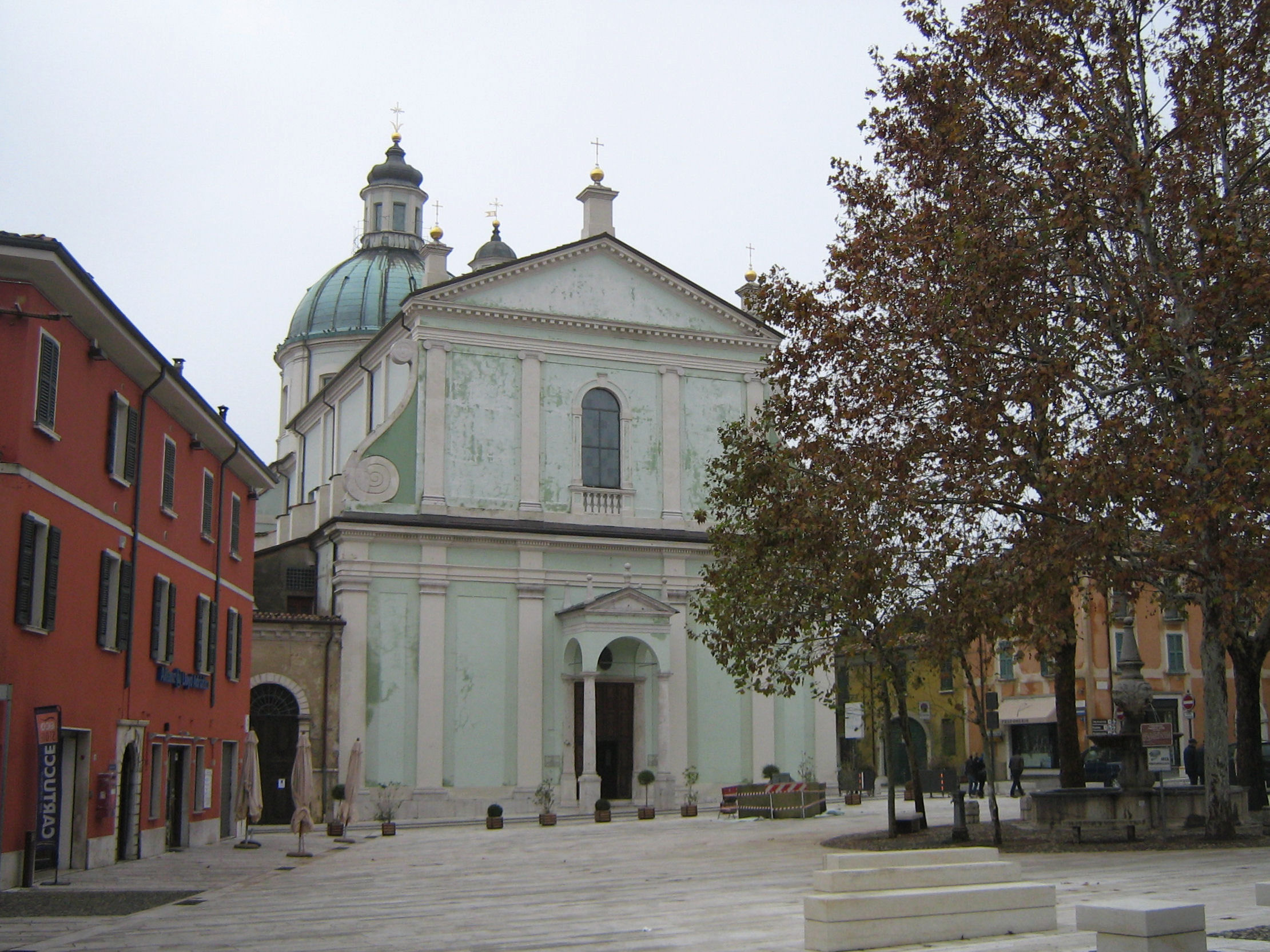
Castiglione delle Stiviere, Santuario basilica di San Luigi Gonzaga

- Carlo Gonzaga (†1616), figlio di Cristierno Gonzaga[102]
- Olimpia Gonzaga (†1645), fondatrice della congregazione delle Vergini di Gesù[103]
- Cinzia Gonzaga (†1649), fondatrice della congregazione delle Vergini di Gesù[103]
- Gridonia Gonzaga (†1650), fondatrice della congregazione delle Vergini di Gesù[103]

Chiesa dei Cappuccini (Castiglione)
- Bibiana von Pernstein (†1616), moglie di Francesco Gonzaga[104]
- Francesco Gonzaga (†1616), terzo marchese di Castiglione Francesco Gonzaga[105]
- Bibiana Gonzaga (†1633), figlia di Luigi Gonzaga[106]
- Ferdinando I Gonzaga (†1675), figlio di Francesco Gonzaga[102]
- Luigi Gonzaga (†1650), figlio di Ferdinando I Gonzaga[106]

Basilica di San Sebastiano (Castiglione delle Stiviere)
- Rodolfo Gonzaga (†1593), secondo marchese di Castiglione[107]
- Diego Gonzaga (†1597), ultimogenito di Ferrante Gonzaga[108]

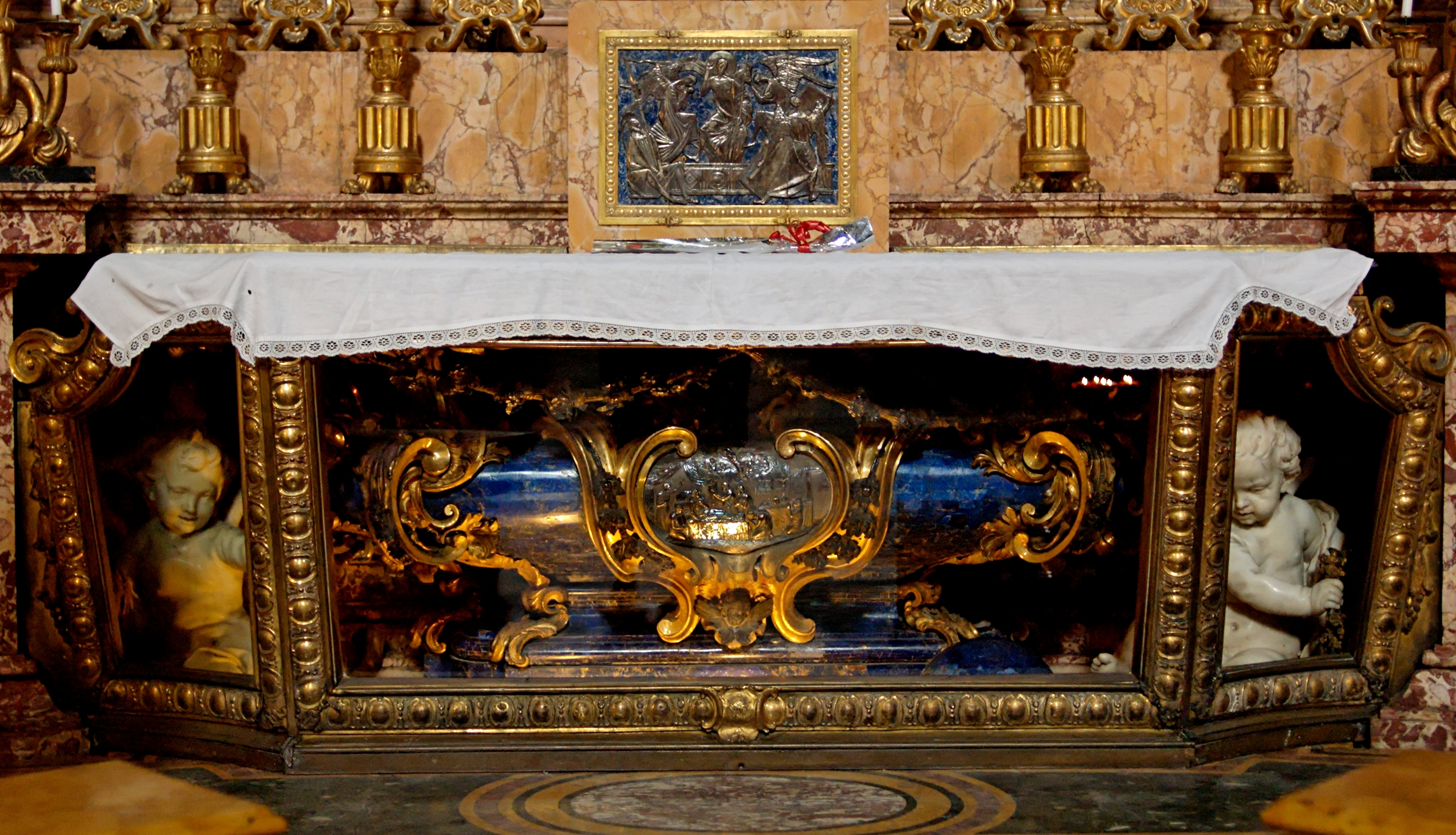
Tomba di San Luigi Gonzaga nella Chiesa di Sant'Ignazio di Loyola a Roma

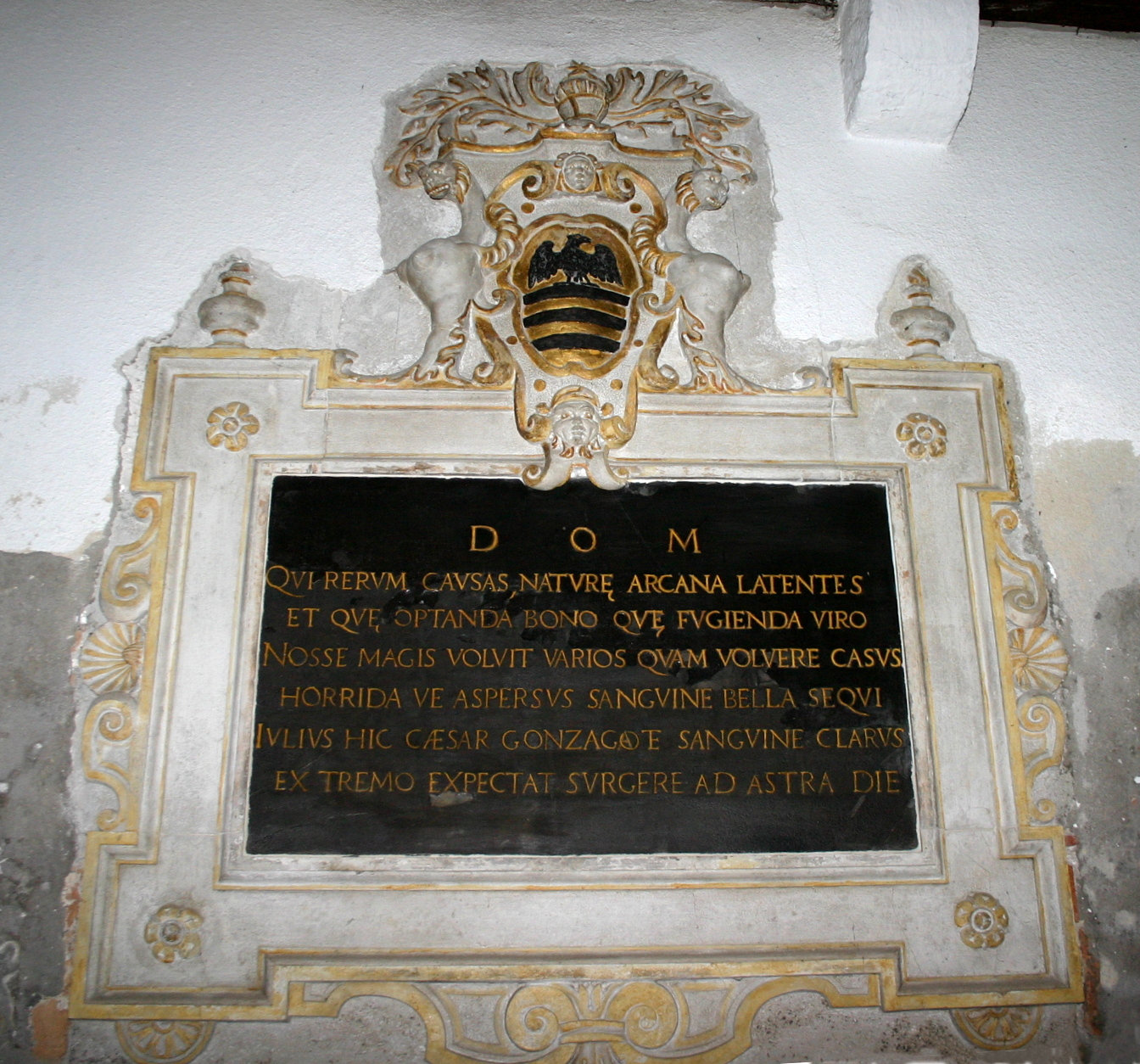
Venezia, Chiesa di San Francesco della Vigna, lapide a Giulio Cesare Gonzaga

Chiesa del convento di San Pietro (Castiglione)
- Ferrante Gonzaga (†1586), primo marchese di Castiglione. Traslato nella chiesa di San Francesco a Mantova[109].

In altre chiese
- Paola Gonzaga (†1519), figlia di Rodolfo Gonzaga. Sepolta nella basilica di San Nazaro in Brolo a Milano[110]
- San Luigi Gonzaga (†1591). Sepolto nella chiesa di Sant'Ignazio di Loyola a Roma[111]
- Isabella Gonzaga (†1593), figlia di Ferrante Gonzaga. Sepolta nel monastero dell'Escorial a Madrid[106]
- Marta Tana (†1605), moglie di Ferrante Gonzaga. Sepolta nella chiesa del convento di Santa Maria (Castiglione delle Stiviere) e nel 1804 traslata nel duomo di Castiglione delle Stiviere[112]
- Luigi Gonzaga (†1636), figlio di Francesco Gonzaga. Sepolto nella basilica di Maria Santissima Annunziata a Trapani[113]
- Ferdinando II Gonzaga (†1723), ultimo principe di Castiglione. Sepolto nella chiesa dei Carmelitani Scalzi a Venezia[103]
- Luigi III Gonzaga (†1819), ultimo erede dei Gonzaga di Castiglione. Sepolto nel duomo di Vienna[103]

## Sepolcri di altri Gonzaga
- Giulio Cesare Gonzaga (†1600). Incerta l'identità di questo membro della famiglia Gonzaga, sepolto nel chiostro della Chiesa di San Francesco della Vigna a Venezia[114]